# 中国人民解放军军事检察院
中国人民解放军军事检察院（简称解放军军事检察院）是中华人民共和国在中国人民解放军内设立的司法管辖全国武装力量（含解放军和武警部队）的最高级别军事检察院（执行省级人民检察院权限的专门人民检察院），是中央军事委员会政法委员会直属单位，业务接受中华人民共和国最高人民检察院和中央军事委员会政法委员会的双重领导。

## 沿革

### 1954年之前
早在中国工农红军时期，便已有军事检察机构。1932年2月1日，中华苏维埃共和国中央执行委员会统一颁布《中华苏维埃共和国军事裁判所暂行组织条例》，其中规定，在初级、高级军事裁判所所在地，建立初级、高级军事检察（查）所。军事检察（查）所实行垂直领导，对于检察重要案件，所长有决定之权。

### 1954年9月至1969年9月
1954年9月，第一届全国人民代表大会第一次会议通过《中华人民共和国宪法》、《中华人民共和国人民检察院组织法》，规定设置专门人民检察院。1955年9月，成立了最高人民检察院军事检察院。1955年11月10日，第一届全国人民代表大会常务委员会第二十六次会议任命黄火星为最高人民检察院副检察长兼最高人民检察院军事检察院检察长。1956年左右，各级军事检察院陆续组建。至1956年底，全军共组建268个军事检察院。当时军事检察院设置四级：
1. 最高人民检察院军事检察院；
2. 在大军区、各军种、志愿军、总直属队设置军事检察院，执行省级人民检察院的权限；
3. 在省军区、军设置军事检察院，执行地级人民检察院的权限；
4. 在步兵师、边防军分区设置军事检察院，执行基层人民检察院的权限。[1][2]

1957年，军队精简整编，撤消了大部分步兵师、边防军分区的军事检察院，仅在部分边防军分区、铁道兵师保留军事检察院。
1958年以后，根据中国人民解放军总政治部保卫部、最高人民法院军事审判庭、最高人民检察院军事检察院制定下发的《关于加强保卫、军检、军法三个部门工作协作的规定》，在大跃进运动中，军事审判工作中的保卫、军检、军法分工负责、互相配合、互相制约的制度被“一长代三长”（保卫、检察、军法的三长中的任何一长可代行其他两长职权）、“一员代三员”（侦察员、检察员、审判员中的任何一员可代行其他两员职权）取代，这和当时地方审判工作中的公安局、检察院、法院分工负责、互相配合、互相制约的制度被“一长代三长”、“一员代三员”取代是同一潮流。
1961年1月16日，中国人民解放军总政治部发出《关于保卫、军检、军法三个部门合署办公的通知》，部队的各级保卫、军检、军法三部门仿照中华人民共和国公安部、最高人民法院、最高人民检察院合署办公的模式，各缩编为一个办公室，由保卫部门统管，对外仍然保留三部门的名义。军事法院、军事检察院事实上成为保卫部门的组成部分。1962年1月中央工作会议后，民主与法制建设一定程度上获得加强。1962年5月24日，中华人民共和国国防部颁发《各大军区机关基本组织体制编制系统表》，将军事检察院自保卫部门分出，恢复单独列编。1962年9月3日，保卫、军检、军法三个部门正式分署办公。到1964年底，全军军事检察机关基本恢复。1965年2月，最高人民检察院军事检察院改称“中国人民解放军军事检察院”。1965年8月，组织上批准黄火星中将退出现役，免去兼任的中国人民解放军军事检察院检察长职务，以便让黄火星集中精力负责最高人民检察院的工作。

### 1969年9月至1978年12月
文化大革命中，军事检察院系统遭到破坏。1968年3月20日，中共中央、中央军委、中央文革小组发出通知，决定对最高人民检察院派驻中国人民解放军军事代表。全国各级检察机关也被陆续派驻军事代表，实行军管。1968年12月，最高人民检察院军代表、最高人民法院军代表、内务部军代表、公安部领导小组联合提出《关于撤销高检院、内务部、内务办三个单位，公安部、高法院留下少数人的请示报告》，报告经过批准以后，最高人民检察院、中国人民解放军军事检察院和地方各级人民检察院先后被撤销。1969年9月，各大军区军事检察院撤销。1969年10月，各基层军事检察院撤销。军事检察工作由部队的保卫部门行使。

### 1978年12月至2016年1月
1978年第五届全国人民代表大会通过《中华人民共和国宪法》，恢复设立检察机关。1978年12月6日，中国人民解放军总参谋部、总政治部发出通知，设立中国人民解放军军事检察院及各大军区、各军兵种、总参、总后、国防科委共22个单位的军事检察院。1979年11月7日，经中共中央军委批准，中国人民解放军总参谋部、总政治部联合下发通知，决定在兵团级和军级单位重建军事法院、军事检察院，编制在政治部序列内，并且对已成立的军事法院、军事检察院的机构和编制人数进行适当调整，形成了军级、兵团级、大军区级、中国人民解放军军事法院及军事检察院的四级军事法院、军事检察院系统。1979年12月26日，中央军委规定，“军级单位的军事检察院审查批捕连职以下犯罪人员”。
1982年9月，中央军委印发军队体制改革精简整编方案的通知，为了让军事审检机构同地方审检机构的体制相同，乃规定军事法院、军事检察院改设为三级：（1）中国人民解放军军事法院、中国人民解放军军事检察院；（2）各大军区、海军、空军军事法院、军事检察院；（3）省军区、海军舰队、军区空军军事法院、军事检察院。
1985年，在百万大裁军中，根据中国人民解放军总参谋部通知，撤销了部队军级单位的军事法院、军事检察院，改为按片设置陆军基层军事法院、军事检察院。1985年全军整编后，军事检察机关为三级设置：（1）中国人民解放军军事检察院；（2）大军区军事检察院、海军军事检察院、空军军事检察院；（3）地区军事检察院、空军军一级军事检察院和海军舰队检察院。1996年5月25日，根据中央军委指示精神，武警部队成立两级军事法院、军事检察院。1996年7月23日，驻香港部队成立军事法院、军事检察院。1997年10月24日，中央军委批准成立中国人民解放军总直属队第二军事法院、总直属队第二军事检察院。1998年10月，根据中央军委文件的规定，全军各级军事法院、军事检察院的编制体制、员额作了调整，全军设三级军事法院、军事检察院：（1）中国人民解放军军事法院、军事检察院；（2）军区、海军、空军、总直属队军事法院、军事检察院；（3）基层军事法院、军事检察院。2004年7月，全军各级军事法院、军事检察院的编制体制、员额再作调整，撤销了部分基层军事法院、军事检察院。2014年3月，设立第二炮兵军事检察院，行使大单位军事检察院职权，接受第二炮兵政治部及中国人民解放军军事检察院的领导。2014年8月1日前，中国人民解放军军事检察院检察长李晓峰由正军级提升为副大军区级。2015年10月30日前，中国人民解放军军事检察院检察长李晓峰由少将军衔晋升为中将军衔。
2016年1月改革之前，中国人民解放军军事检察院下级的大单位军事检察院共有13个：海军、空军、第二炮兵、沈阳军区、北京军区、兰州军区、济南军区、南京军区、广州军区、成都军区、武警部队、总直属队、总直属队第二军事检察院。其中，总直属队军事检察院司检察管辖军委办公厅、总政治部、总后勤部、总装备部、第二炮兵（2014年3月后第二炮兵不再归总直属队军事检察院管辖）、军委直属院校等大单位及其下属单位，总直属队第二军事检察院司检察管辖总参谋部及其下属单位。

### 2016年1月至今
2016年1月，在深化国防和军队改革中，组建中央军事委员会政法委员会，同时按照“调整军事司法体制，按区域设置军事法院、军事检察院”的精神开始军事法院、军事检察院改革。2016年6月，中央军委政法委在北京举行“全军军事法院、军事检察院调整组建大会”，明确了军事检察院由以往按照军兵种和武警系统设置调整成区域化设置，军事检察院由以往的同级党委管理调整为中央军委政法委垂直管理，军事检察院行政级别提高半级，并且进一步明确了军事检察院是国家设在军队中的法律监督机关，在中央军委政法委、最高人民检察院领导下，依法独立公正行使检察权。

## 职责
中国的军事检察工作，是设置专门性军事检察机关的设置，以适应军队和战争的特殊要求；适用普通检察规范，以保证被告军人的诉讼权利。同时独立设置专门的军事检察机关，起到了防止军事统率机关或者军事指挥官凭借军事统率权对军事刑事诉讼活动施加不正当影响。而在有些国家，如美国，由军事指挥官召集军事法庭，并根据案件需要从军法官中临时指定军事检察官，其军事审判权、军事检察权均直接服务于军事统帅权。
中国人民解放军军事检察院具有省级人民检察院职能，管辖解放军与武警部队的军事检察工作。其上级检察院是中华人民共和国最高人民检察院。2016年改革前，中国人民解放军军事检察院实行双重领导体制，在中国人民解放军总政治部和最高人民检察院的领导下工作，列入中国人民解放军总政治部序列，领导全军的军事检察工作。
2016年改革前，各级军事检察院的职责是：通过对军职人员违法犯罪案件行使检察权，保障国家的法律和各种军事法规、条令、条例在军队范围内统一、正确实施，追究那些危害国家军事利益的各种犯罪分子的法律责任，维护军队的合法权益，教育军人忠于祖国、遵守法律、保障军队现代化、正规化建设，巩固提高部队战斗力。
2016年改革前，各级军事检察院管辖下列案件：（1）现役军人的犯罪案件；（2）军内在编职工的犯罪案件；（3）军人违反职责罪中共同犯罪的非军人。

## 机构设置
2016年改革前，中国人民解放军军事检察院内部设三个厅，在2014年以前均为正师级单位：
- 刑事检察厅：指导全军重大疑难刑事案件批捕、起诉审查、公诉。管辖批捕起诉范围是正师职以上干部涉嫌犯罪。
- 法纪经济检察厅：管辖全军正师职以上干部贪污受贿和违纪涉嫌犯罪，需要检察机关自己立案、自行侦查的案件。
- 民事检察厅：民事检察厅和中国人民解放军军事法院民事审判厅对应设立，对民事审判进行监督，大单位军事检察院对同级法院做出的民事判决如提起民事抗诉，由中国人民解放军军事法院提出民事抗诉。

## 历任领导
| 最高人民检察院军事检察院检察长 1. 黄火星 中将（1955年11月10日—1965年2月）（兼任，1961年1月—1962年9月为总政治部保卫、军检、军法合署办公军检负责人） | 最高人民检察院军事检察院副检察长 - 张驾伍 少将（1957年5月25日—1963年6月3日逝世，兼总政治部保卫部副部长） - 李贞 少将（1957年10月22日—1965年2月） - 罗亦经 少将（1963年11月9日—1965年2月） |

| 中国人民解放军军事检察院检察长 1. 黄火星 中将（1965年2月—1965年8月26日） 2. 曹广化 少将（1965年8月26日—1969年12月） 3. 曹广化（1979年2月15日—1981年1月27日） 4. 于克法（1981年3月6日—1985年3月21日） 5. 石坚 少将（1985年3月21日—1988年11月8日） 6. 李宜俊 少将（1990年6月28日—1992年11月7日） 7. 刘宝臣 少将（1992年11月7日—1996年8月29日） 8. 石吉洲 少将（1998年2月28日—2003年4月26日） 9. 高来夫 少将（2003年4月26日—2009年10月31日） 10. 李晓峰 中将（2009年10月31日—2016年1月） 11. 张道发 少将（2016年—2019年1月，代理） 12. 蒋洪军 少将（2019年1月—2021年4月） 13. 程东方少将（2021年4月—2022年12月） 14. 张进（2022年12月—） | 中国人民解放军军事检察院副检察长 - 李贞 少将（1965年2月—1967年8月） - 罗亦经 少将（1965年2月—1967年8月） - 于克法（1978年12月25日—1981年3月6日，主持工作） - 罗亦经（1981年3月—1983年9月） - 图们（1983年9月—1986年） - 边文怀 少将（1987年4月—1990年6月） - 李宜俊 少将（1988年6月—1989年6月） - 刘宝臣 少将（1990年6月—1992年11月） - 石吉洲 少将（1992年10月—1998年2月） - 曲大成 少将（1996年—2001年4月） - 高来夫 少将（1996年12月—1998年12月；2001年12月—2003年4月） - 刘巍东 少将（2003年5月—2009年12月） - 王秉山 少将（2007年12月—2009年9月） - 张道发 少将（2010年—2016年） - 高建国 少将（2013年—） - 蒋洪军 少将（2015年—2019年1月） - 张进（2019年—2022年12月） |

## 下级军事检察院
1. 中国人民解放军东部战区军事检察院
2. 中国人民解放军南部战区军事检察院
3. 中国人民解放军西部战区第一军事检察院
4. 中国人民解放军西部战区第二军事检察院
5. 中国人民解放军北部战区军事检察院
6. 中国人民解放军中部战区军事检察院
7. 中国人民解放军总直属军事检察院

## 知名案例
- 2014年3月31日，中国人民解放军总后勤部原副部长谷俊山贪污、受贿、挪用公款、滥用职权一案，由中国人民解放军军事检察院向中国人民解放军军事法院提起公诉[19]。
- 2014年10月27日，中国人民解放军军事检察院对中央军委原副主席徐才厚涉嫌受贿犯罪案件侦查终结，移送审查起诉[10]。2015年3月15日，徐才厚病亡，中国人民解放军军事检察院作出不起诉决定，其涉嫌受贿犯罪所得依法处理[19]。
- 2016年4月5日，中国人民解放军军事检察院对中央军委原副主席郭伯雄涉嫌受贿犯罪案件侦查终结，移送审查起诉[19]。